# Sercanie biali
Sercanie biali, właśc. Zgromadzenie Najświętszych Serc Jezusa i Maryi oraz Wieczystej Adoracji Najświętszego Sakramentu Ołtarza (łac. Congregatio Sacrorum Cordium Iesu et Mariae necnon adorationis perpetuae Sanctissimi Sacramenti altaris) – katolickie zgromadzenie zakonne założone na początku XIX wieku we Francji przez o. Józefa Coudrin (1768–1837) oraz s. Henriettę Aymer de Chevalerie (1767–1834).
Za moment powstania Zgromadzenia uważa się Wigilię Bożego Narodzenia – 24 grudnia 1800, gdy Józef Coudrin i Henrietta Aymer złożyli swoje śluby zakonne.
W Polsce sercanie biali pojawili się w 1947, gdy prowincja niemiecka Zgromadzenia musiała opuścić klasztor „Christus Rex” w Sokołówce koło Polanicy-Zdroju. Na tereny poniemieckie przybyli wówczas polscy ojcowie ze Zgromadzenia, studiujący we Francji. Otworzono dom dla sierot, a później dla powołań zakonnych.
Oficjalny strój zakonny tego zgromadzenia to biały habit, skórzany pas oraz wyhaftowane na szkaplerzu Serce Jezusa i Serce Maryi otoczone cierniową koroną.
Jednym z najbardziej znanych sercanów białych jest św. ojciec Damian (właściwie Jozef De Veuster; od 2009 święty Kościoła katolickiego), który zamieszkując w kolonii trędowatych na wyspie Molokaʻi poświęcił się, by nieść im pomoc. Jest patronem chorych na trąd, AIDS, wszystkich odtrąconych oraz Hawajów.